# Aylacostoma stigmaticum
Aylacostoma stigmaticum é uma espécie de gastrópodes da família Thiaridae. Atualmente está extinta na natureza, após a construção da A represa hidroeléctrica de Yacyretá (em português Jaciretá), uma usina hidrelétrica binacional construída no rio Paraná entre Argentina e Paraguai.
Era encontrada na Argentina e no Paraguai.